# 巴伊 (瓦兹省)
巴伊（法語：Bailly，法語發音：[baji]）是法国瓦兹省的一个市镇，属于贡比涅区。

## 地理
巴伊（49°29'44"N, 2°58'11"E）面积4.26 平方千米，位于法国上法蘭西大區瓦兹省，该省份为法国北部内陆省份，北起索姆省，西接厄尔省和滨海塞纳省，南至塞纳-马恩省和瓦兹河谷省，东临埃纳省。
与巴伊接壤的市镇（或旧市镇、城区）包括：卡勒蓬、希里-乌尔斯康、潘普雷、圣莱热欧布瓦、特拉西勒蒙、特拉西勒瓦勒。

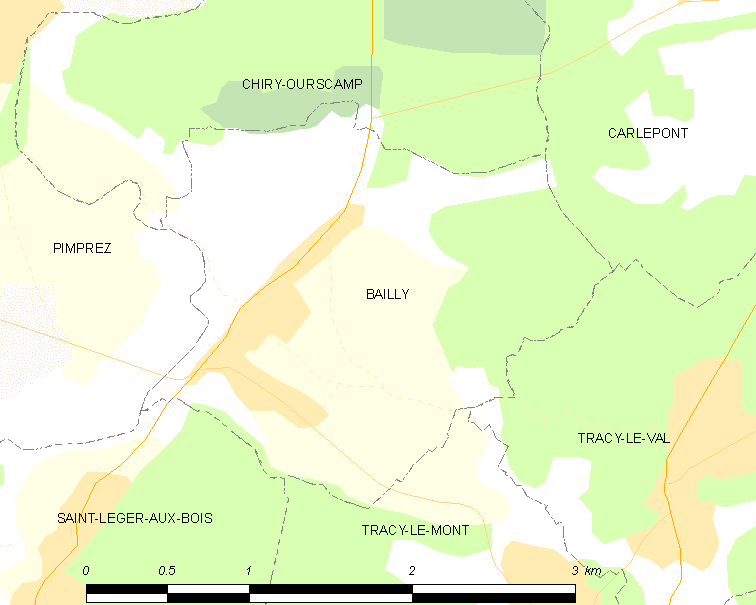
的OSM定位图

巴伊的时区为UTC+01:00、UTC+02:00（夏令时）。

## 行政
巴伊的邮政编码为60170，INSEE市镇编码为60043。

## 政治
巴伊所属的省级选区为图罗特县。

## 人口

1962-2008年间人口变化图示

巴伊于2022年1月1日时的人口数量为605人。